# Miguel Ángel Espeche Gil
Miguel Ángel Espeche Gil (La Plata, Buenos Aires, 16 de marzo de 1932) es un abogado y diplomático argentino, que se ha especializado en la lucha contra los efectos de la deuda externa en los países en desarrollo. Es el autor de la llamada «Doctrina Espeche» destinada a llevar los casos de la deuda externa de los países pobres ante la Corte Internacional de Justicia de La Haya. En virtud de su desempeño en materia de Deuda Externa ha sido cinco veces nominado al Premio Nobel de la Paz y en dos oportunidades (2002 y 2008) ha llegado a ser Candidato para el premio.

## Datos Biográficos
Nació en 1932 en el seno de una familia de tradición diplomática. Es hijo del matrimonio del Embajador argentino Miguel Ángel Espeche y María Delia Gil y hermano del también embajador Vicente Espeche Gil, del dibujante Juan Carlos Espeche Gil y de Graciela Espeche Gil.
Comenzó sus estudios secundarios en el Colegio Nacional Rafael Hernández de La Plata y, con motivo de los traslados de su padre, se recibió de Bachiller en Ciencias y Letras en el Colegio Santo Inácio de Río de Janeiro. Vuelto al país comienza sus estudios universitarios recibiéndose de abogado en la Universidad Nacional de La Plata en el año 1955. En materia de formación de posgrado cuenta con tres doctorados en Derecho en las Pontificia Universidad Católica de Río de Janeiro (summa cum laude) (1965), la Universidad de Buenos Aires (1972) y de la Universidad de la República de Uruguay (1975) y con un doctorado en Diplomacia y Relaciones Internacionales también en la Universidad de la República (1976).

## Carrera diplomática
Ingresó en la carrera diplomática por concurso en el año 1958 como agregado Y vicecónsul. Su primer destino en el exterior fue en la Embajada Argentina en Brasil entre los años 1959 y 1964, lo que le permitió presenciar procesos históricos relevantes de la vida del país, como la construcción de Brasilia y su posterior designación como la capital del país. Entre los años 1965 y 1967, es designado por el Consejo de la Organización de Estados Americanos como integrante del Comité Jurídico Interamericano en Río de Janeiro. Volvería a ocupar esa posición, casi 30 años después entre 1992 y 1996, ahora a propuesta de la Asamblea General del organismo.
Vuelto al país, se desempeña en el marco de la Cancillería en diversas dependencias. En 1965 es nombrado como Delegado ante la Comisión Técnico-Mixta Argentino-Uruguaya para Salto Grande. En ese mismo año se lo designa como Representante argentino a las Reuniones Preparatoria de la Primera Conferencia de Cancilleres de la ALALC.
En 1966 es designado como asesor en la Comisión para el arbitraje del caso de frontera de Río Encuentro entre Argentina y Chile y como oficial de enlace con el Tribunal Arbitral Británico. En 1967 obtuvo la beca "Adlai Stevenson Fellowhip" del Instituto de Naciones Unidas para la investigación y la formación profesional (UNITAR). En 1968 es designado como miembros del Comité Asesor Jurídico de la Comisión Nacional de Energía Atómica y en 1969 egreso del Curso Superior de la Escuela de Defensa Nacional.
En el año 1970, vuelve a ser destinado a una embajada de vital importancia para el país, como es la Embajada en Montevideo, donde se mantuvo hasta el año 1976.
Vuelto al país, se desempeña como Director del Departamento de América del Norte, hasta el año 1979 donde, habiendo alcanzado ya la categoría de ministro plenipotenciario de Segunda Clase, tiene la oportunidad de desempeñarse al frente de una embajada, cuando es designado en la Embajada argentina en Hungría, hasta el año 1985.
Entre 1985 y 1986 se desempeña como Director del Departamento Europa Oriental. En 1988 vuelve a Brasil, donde se desempeña al frente del estratégico Consulado General de San Pablo. Estando en este destino alcanza, en 1989 la categoría de Embajador Extraordinario y Plenipotenciario, la categoría máxima en el Servicio Exterior de la Nación.
En 1991 y hasta 1994 se desempeña como Embajador en Tailandia. Vuelto al país es designado como Integrante del Consejo Superior de Embajadores y con posterioridad, como Miembro de la Junta Calificadora del Ministerio. En 1994, es designado como Asesor Consultivo del Parlamento Latinoamericano para los aspectos jurídicos de la Deuda Externa.
Finalmente, entre 2000 y 2002, concluyó su carrera como diplomático, desempeñándose como Embajador en la Confederación Suiza y en el ducado de Liechenstein.

## Carrera Política
De procedencia radical, partido del que nunca se desafilió, con posterioridad a la crisis del año 2001, se acercó al partido Afirmación para una República Igualitaria (ARI) y a su principal líder Elisa Carrió, quien lo designó como Coodinador de los equipos Internacionales del partido.
En dicha función promovió, dentro del plan de gobierno, la necesidad de fortalecer el MERCOSUR y visibilizar la denuncia del crimen de la deuda externa ante Corte Internacional de Justicia de La Haya.
En el año 2007 fue precandidato a Senador por la Ciudad Autónoma de Buenos Aires y candidato a diputado, aunque no resultó electo. En el año 2011 fue nuevamente candidato a diputado, corriendo igual suerte. Finalmente, durante las elecciones de 2015 fue candidato al Parlamento del Mercosur por la Provincia de Buenos Aires.
En la vida interna del partido, fue Presidente del Tribunal de Ética del partido Coalición Cívica ARI.

## Carrera Académica
Entre los años 1965 y 2015 se desempeñó, con los hiatos lógicos producidos por la carrera diplomática, en una exitosa carrera académica como profesor de Derecho Internacional Público en la Universidad de Buenos Aires y en la Universidad del Salvador.  
Entre 1997 y 2000 fue sirector de la Carrera de  Relaciones Internacionales en la subsede Buenos Aires de la Universidad Católica de Salta. A partir de 2006 fue el Coordinador de la Cátedra Libre de Deuda Pública Externa de la Facultad de Derecho de la Universidad de Buenos Aires.

## Vida personal
Casado con María Elena Maschwitz Capriles (20 de mayo de 1934 - 17 de julio de 2012), con quien tuvo seis hijos: Miguel Enrique Espeche Maschwitz, Javier Espeche Maschwitz, María Elena Espeche Maschwitz, Fernanda Espeche Maschwitz y María Victoria Espeche Maschwitz.
En la actualidad se encuentra casado en segundas nupcias con Raquel Sienra de la Bandera.

## Distinciones
Durante el año 2007 fue declarado Ciudadano Ilustre de la Ciudad de Buenos Aires y en el año 2011 de la Ciudad de La Plata.
Fue Asesor del Consejo Consultivo del Parlamento Latinoamericano para los aspectos jurídicos de la deuda externa.
Es miembro fundador de la Asociación Argentina de Derecho Internacional. Director de la Junta Directiva del Instituto Hispano-Luso Americano de Derecho Internacional. 
En octubre de 1997, es designado como Académico de Número de la Academia Argentina de Ceremonial ocupando el sitial "Federico del Solar Dorrego". En el año 1998 fue designado como presidente del Instituto Nacional Yrigoyeniano hasta el año 2003. Es miembro del Instituto Dr. Marcelo T. de Alvear. 

### Condecoraciones
- Gran Cruz de la "Orden Nacional de Rio Branco", Brasil.
- Gran Cruz de la Orden del Jinete de Madara, Bulgaria.
- Orden del Mérito, Hungría.
- Gran Cruz de la Orden del Elefante Blanco, Tailandia.
- Gran Cruz de la Orden Nacional del "Cruzeiro del Sur", Brasil.